# ديفيد لويس (منتج أفلام)
ديفيد لويس (بالإنجليزية: David Lewis)‏ هو منتج أفلام أمريكي، ولد في 14 ديسمبر 1903 في ترينيداد في الولايات المتحدة، وتوفي في 13 مارس 1987 في لوس أنجلوس في الولايات المتحدة.

## وصلات خارجية
- دايفيد لويس على موقع IMDb (الإنجليزية)
- دايفيد لويس على موقع الموسوعة البريطانية (الإنجليزية)
- دايفيد لويس على موقع ألو سيني (الفرنسية)
- دايفيد لويس على موقع قاعدة بيانات الأفلام السويدية (السويدية)
- دايفيد لويس على موقع قاعدة بيانات الفيلم (الإنجليزية)
- دايفيد لويس على موقع كينوبويسك (الروسية)